# Maricopa (Arizona)
Maricopa és una població dels Estats Units a l'estat d'Arizona. Segons el cens del 2009 tenia 44.691 habitants.

## Demografia
Segons el cens del 2000, Maricopa tenia 1.040 habitants, 292 habitatges, i 226 famílies La densitat de població era de 99,4 habitants/km².
Dels 292 habitatges en un 46,6% hi vivien nens de menys de 18 anys, en un 53,1% hi vivien parelles casades, en un 14,7% dones solteres, i en un 22,3% no eren unitats familiars. En el 13,7% dels habitatges hi vivien persones soles el 3,1% de les quals corresponia a persones de 65 anys o més que vivien soles. El nombre mitjà de persones vivint en cada habitatge era de 3,56 i el nombre mitjà de persones que vivien en cada família era de 3,85.
Per edats la població es repartia de la següent manera: un 34,3% tenia menys de 18 anys, un 12,1% entre 18 i 24, un 30,3% entre 25 i 44, un 16,3% de 45 a 60 i un 7% 65 anys o més.
L'edat mediana era de 28 anys. Per cada 100 dones de 18 o més anys hi havia 125,4 homes.
La renda mediana per habitatge era de 30.625 $ i la renda mediana per família de 32.222 $. Els homes tenien una renda mediana de 26.339 $ mentre que les dones 16.750 $. La renda per capita de la població era de 9.175 $. Aproximadament el 19,1% de les famílies i el 23,4% de la població estaven per davall del llindar de pobresa.

## Poblacions més properes
El següent diagrama mostra les poblacions més properes.